# Antoine Brumel
Antoine Brumel (født ca. 1460, død efter 1515) var en fransk komponist, sanger og præst. Der er betydelige huller i musikhistorikernes viden, når det gælder Brumel. Hverken hans fødsels- eller dødsår kendes, og hans kendte ansættelsesforhold ved forskellige kirker og fyrstehoffer danner ikke en sammenhængende række.
Forskelligt tyder dog på, at han blev anset for en af tidens store komponister, og der er efterladt en del af hans musik. Hans mest kendte værk i nutiden er den 12-stemmige Missa Et ecce terrae motus, som på dansk undertiden kaldes Jordskælvsmessen.